# David Kovačević
David Kovačević  (živio u 19. st.), bio je hrvatska vojna osoba. Bio je časnik, načelnikom grada Gospića, narodni zastupnik i dobrotvor. Rodom je iz Smiljana.